# Arisaema ruwenzoricum
Arisaema ruwenzoricum är en kallaväxtart som beskrevs av Nicholas Edward Brown. Arisaema ruwenzoricum ingår i släktet Arisaema och familjen kallaväxter. Inga underarter finns listade.